# Зады (Оренбургская область)
Зады — упразднённый хутор в Октябрьском районе Оренбургской области. На момент упразднения входил в состав сельского поселения Нижнегумбетовский сельсовет. Исключен из учётных данных в 1997 году.

## География
Располагался на ручье Балки, на расстоянии, примерно, 2 километра к северо-востоку от села Воскресеновка.

## История
По данным на 1931 год хутор состоял из 26 хозяйств. В административном отношении входил в состав Верхне-Гумбетского сельсовета Каширинского района Средневолжского края.
По данным на 1939 год в составе Верхне-Гумбетского сельсовета Октябрьского района. На хуторе действовал колхоза «Серп и молот». С 1961 года в составе Нижнегумбетовского сельсовета.
Постановление Законодательного Собрания Оренбургской области от 29 декабря 1997 г. хутор исключен из учётных данных.

## Население
По данным на 1930 год в деревне проживало 155 человек, основное население — русские.